# Íþróttafélagið Völsungur
Maillots
L'Íþróttafélagið Völsungur est un club islandais omnisports basé à Húsavík. Il possède une section football évoluant en 2. Deild Karla.
Le club évolue en première division en 1987 et 1988, où il se classe 8e, puis 10e (dernier) du championnat.

## Palmarès
- Championnat d'Islande D2
  - Champion : 1986

- Championnat d'Islande D3
  - Champion : 1968, 1971, 1979, 1995, 2003, 2012

- Championnat d'Islande D4
  - Champion : 2009